# Comuna de Pępowo
Pępowo (polaco: Gmina Pępowo) é uma gminy (comuna) na Polónia, na voivodia de Grande Polónia e no condado de Gostyński. A sede do condado é a cidade de Pępowo.
De acordo com os censos de 2004, a comuna tem 5985 habitantes, com uma densidade 69 hab/km².

## Área
Estende-se por uma área de 86,71 km², incluindo:
- área agricola: 73%
- área florestal: 20%

## Demografia
Dados de 30 de Junho 2004:
|                      | Total   | Total | Mulheres | Mulheres | Homens  | Homens |
| -------------------- | ------- | ----- | -------- | -------- | ------- | ------ |
|                      | pessoas | %     | pessoas  | %        | pessoas | %      |
| População            | 5985    | 100   | 2963     | 49,5     | 3022    | 50,5   |
| Densidade (pop./km²) | 69      | 100   | 34,2     | 34,2     | 34,9    | 34,9   |

De acordo com dados de 2002, o rendimento médio per capita ascendia a 1333,16 zł.

## Comunas vizinhas
- Jutrosin, Kobylin, Krobia, Miejska Górka, Piaski, Pogorzela